# Laure-Marie Kawanda
Laure-Marie Kawanda Kayena, née le 17 août 1957 à Kikwit dans la province du Kwilu, est une femme politique de république démocratique du Congo. 

## Biographie
Pharmacienne de formation, elle  occupe plusieurs fonctions au sein du gouvernement et des entreprises publiques notamment dans les gouvernements Gizenga I et Muzito II où elle devient ministre des Transports et voies de communication le 19 février 2010. Elle est révoquée au premier semestre 2011.
Après avoir été la secrétaire particulière d'Antoine Gizenga depuis 2011, elle devient secrétaire permanente et représentante du secrétaire général, chef du parti, au sein du Parti lumumbiste unifié (PALU)[Quand ?]. Puis fin 2013 elle participe à la création d'un nouveau parti, l'Alliance des Patriotes Lumumbistes APL dont elle est présidente depuis sa création le 18 janvier 2014.
Elle est mariée depuis 1986 à Gabriel Kalassa M'siri, journaliste de formation reconverti en diplomate qui travaille[Quand ?] au Ministère des Affaires étrangères de la république démocratique du Congo.